# Nelson Teich

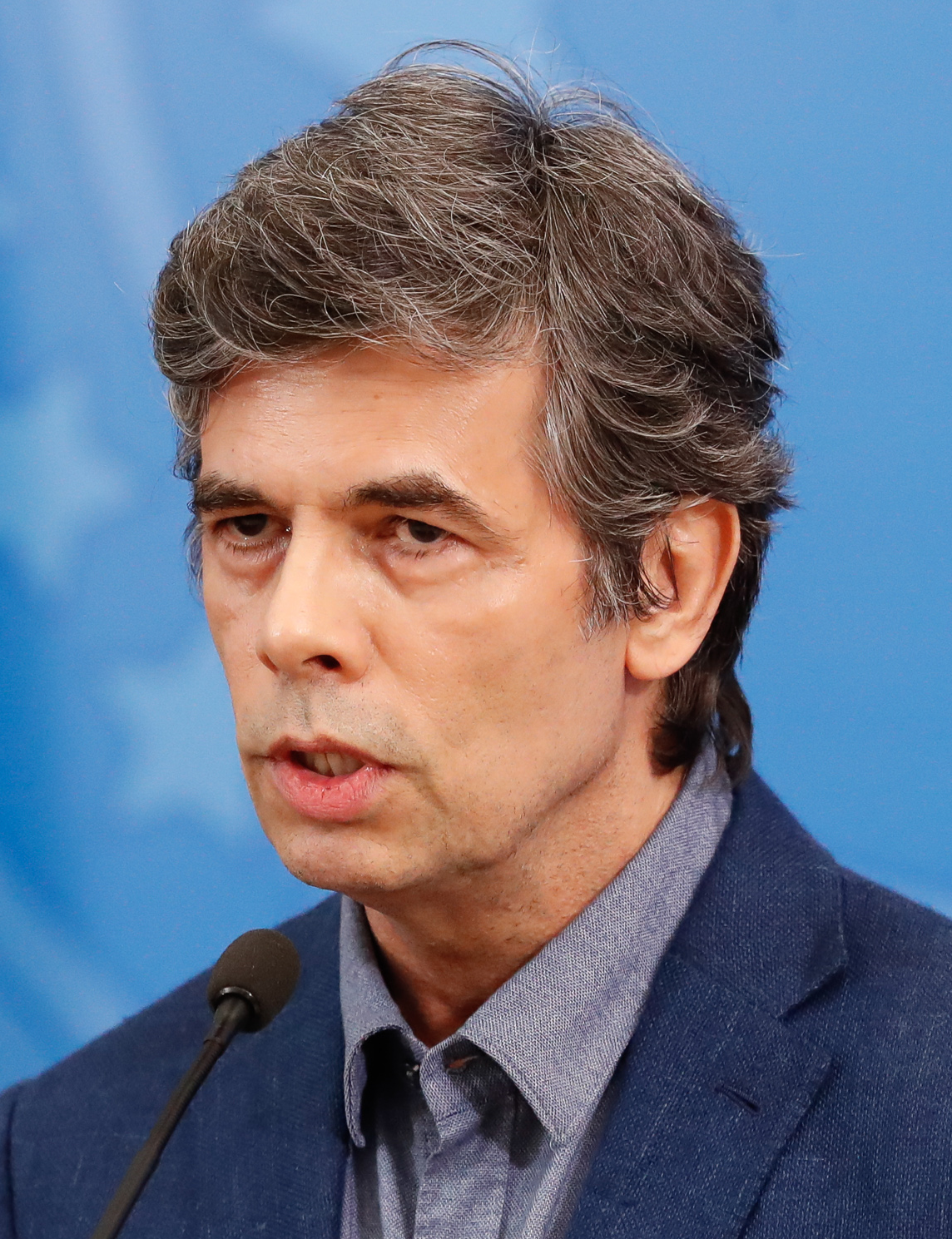
Nelson Teich, 2020

Nelson Luiz Sperle Teich (* 24. Juli 1957 in Rio de Janeiro) ist ein brasilianischer Onkologe und Unternehmer. Er war vom 16. April 2020 bis 15. Mai 2020 Gesundheitsminister im Kabinett Bolsonaro.

## Leben
Teich studierte Medizin an der Universidade do Estado do Rio de Janeiro (UERJ) und klinische Onkologie bis 1990 am Instituto Nacional de Câncer, arbeitete an verschiedenen Krankenhäusern, erhielt zweimal, 1998 und 2006, den Master of Business Administration (MBA) und war Doktorandenkandidat (PhD) an der University of York in England, nachdem er einen Master of Science (MSc) in Economic Evaluation for Health Technology Assessment in York erhalten hatte.
Er betrieb Forschungen und ist zudem Gesellschafter der Firma Teich & Teich Health Care und Geschäftsführer bei MedInsight. Von 2010 bis 2011 war er Berater des Hospital Israelita Albert Einstein in São Paulo.

## Politische Laufbahn
2018 wurde er informeller Berater der Präsidentschaftskampagne von Jair Bolsonaro. Nach dessen Sieg bei der Präsidentschaftswahl im Oktober 2018 war Teich im Gespräch für das Amt Gesundheitsminister. Bolsonaro berief Luiz Henrique Mandetta. Teich wurde am 16. April 2020, einige Wochen nach dem Ausbruch der COVID-19-Pandemie in Brasilien, zum neuen Gesundheitsminister berufen.
Teich galt vor seiner Ernennung bisher als politisch unerfahren. Er sprach sich (wie Präsident Bolsonaro) gegen die von den Gouverneuren der einzelnen Bundesstaaten geförderte räumliche Distanzierung aus, die dem Ansteckungsschutz dienen sollte. 
Am 15. Mai 2020 trat er wegen Meinungsunterschieden mit Bolsonaro, der ihn mehrfach übergangen hatte, vom Ministeramt zurück.